# Stanisław Sebastian Lubomirski

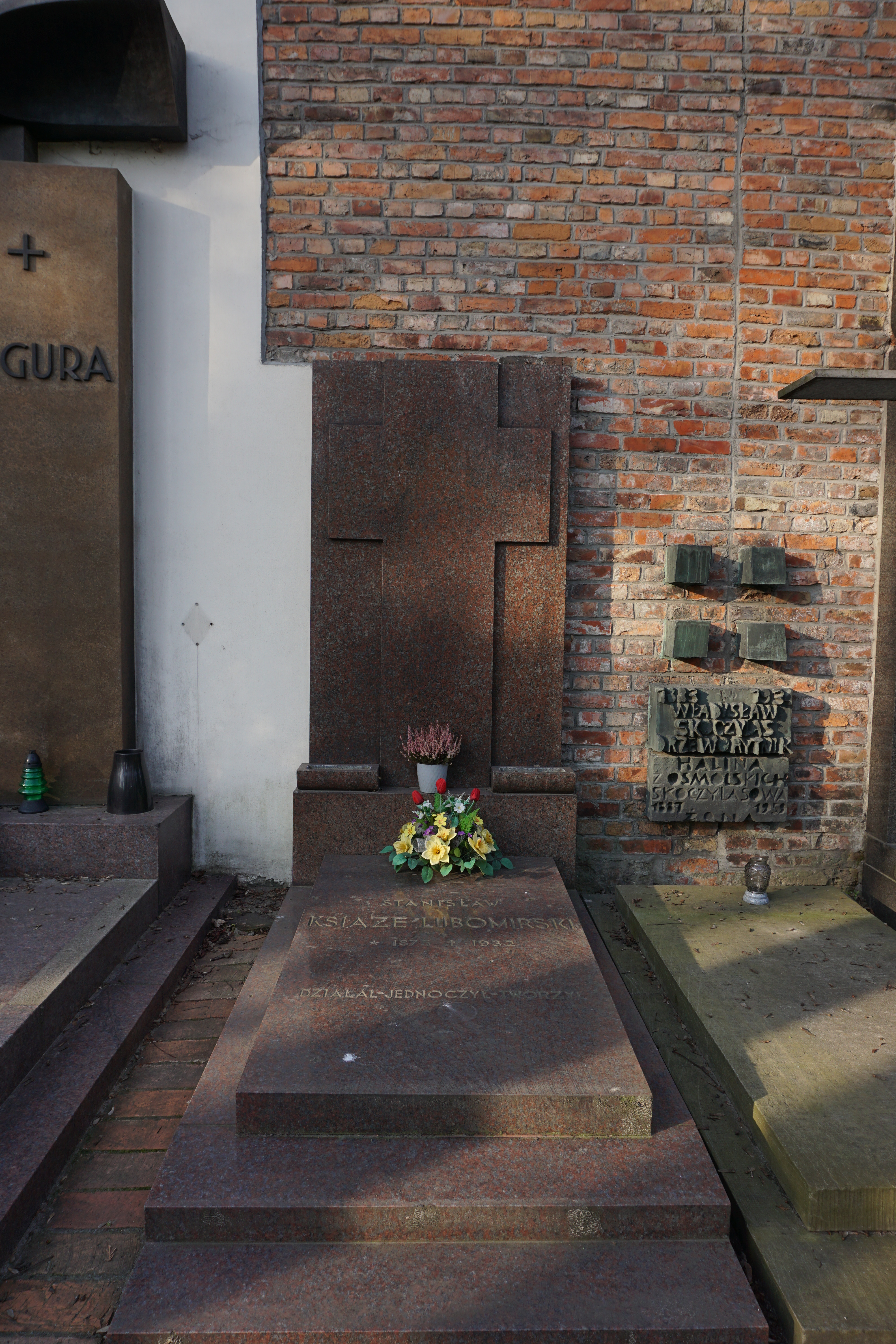
Grób Stanisława Sebastiana Lubomirskiego na cmentarzu Powązkowskim

Książę Stanisław Sebastian Lubomirski h. Szreniawa bez Krzyża (ur. 31 stycznia 1875 w Krakowie, zm. 16 sierpnia 1932 w Karlowych Warach) – przemysłowiec, finansista, działacz gospodarczy, prezes Centralnego Związku Przemysłu Polskiego w 1932 roku.

## Życiorys
Urodził się w rodzinie księcia Eugeniusza Adolfa, ziemianina i kolekcjonera, i Róży z Zamoyskich h. Jelita (1836–1915). Był bratem Róży Zofii (1860–1881), Stefana Andrzeja, Władysława, Konstantego Eugeniusza Andrzeja (1868–1934) i Krystyny Marii Aleksandry (1871–1958). Szkołę średnią ukończył w Krakowie. Po maturze studiował w Berlinie i Fryburgu. Po studiach wrócił do kraju. Założył wspólnie z Henrykiem Radziszewskim Krajowy Dom Bankowy zajmujący się operacjami finansowymi i handlowymi. W 1911 roku objął funkcję prezesa zarządu w Banku Przemysłowym w Warszawie. Poza bankowością zajmował się między innymi eksploatacją wosku ziemnego. Nabył tereny naftowe na wyspie Czelekien (obecnie półwysep) na Morzu Kaspijskim.
W maju 1910 został założycielem i właścicielem Warszawskiego Towarzystwa Lotniczego Awiata. Dzięki staraniom Lubomirskiego i Awiaty zorganizowano pierwszą na ziemiach polskich cywilną szkołę pilotów i wytwórnię samolotów.
Zastępca komendanta Straży Obywatelskiej w Warszawie.
Od 1926 prezes Centralnego Związku Polskiego Przemysłu, Górnictwa, Handlu i Finansów, a po zjednoczeniu przemysłu został prezesem Centralnego Towarzystwa Przemysłu Polskiego. Prezes Rady Nadzorczej Banku Handlowego w latach 1927–1931. Był również członkiem komitetu Automobilklubu Polski.
5 marca 1905 w Zakopanem poślubił Jadwigę z Bożeniec-Jełowickich h. wł. (1877–1965). Dzieci nie mieli.
Zmarł 16 sierpnia 1932 roku w Karlowych Warach w Czechosłowacji. Został pochowany na cmentarzu Powązkowskim w Warszawie (Aleja Zasłużonych-1-14).

## Ordery i odznaczenia
- Krzyż Komandorski Orderu Odrodzenia Polski (28 kwietnia 1926)[7]
- Srebrny Krzyż Zasługi (20 września 1925)[4]